# Giro della Romagna
Giro della Romagna eller Giro di Romagna är ett italienskt endagslopp i landsvägscykling som avhålls i Romagna (sydöstra delen av dagens region Emilia-Romagna) och har med få undantag haft både start och mål i Lugo. Upplagan 1968 räknades även som italienskt mästerskap. När UCI Europe Tour skapades 2005 inkluderades loppet och kategoriserades som 1.1. 2011 slogs det det samman med Coppa Placci till Coppa Placci – Giro di Romagna och gick från Imola till Lugo, 2012 ställdes det in på grund av finansieringsproblem och 2013 gick det samman med Memorial Marco Pantani och kördes från Lugo till Cesenatico.
Loppet hoppade fram och tillbaka i kalendern, ibland gick det i april/maj/juni och ibland i augusti/september/oktober, men från 1984 stabiliserades avhållandet till september.
2024 återskapades det som ett eget självständigt lopp, återigen kategoriserat som 1.1 och kört i april från Lugo till Castrocaro Terme e Terra del Sole. Det avslutades med fem varv på en 12,5 km lång slinga, som innehöll en 3,7 kilometer lång och 212 meter hög backe (genomsnittlig stigning 5,7 procent). 2025 är loppet planarat att återvända till september.

## Podieplaceringar
| År        | Vinnare                  | Tvåa                  | Trea                    |
| 1910      | Jean-Baptiste Dortignacq | Mario Bruschera       | Henri Lignon            |
| 1911      | Giovanni Micheletto      | Pierino Albini        | Giovanni Rossignoli     |
| 1912      | Dario Beni               | Ugo Agostoni          | Pietro Aimo             |
| 1913      | Angelo Gremo             | Pierino Albini        | Ezio Corlaita           |
| 1914      | Giovanni Cervi           | Costante Girardengo   | Carlo Durante           |
| 1915-1920 | ej avhållet              | ej avhållet           | ej avhållet             |
| 1921      | Giovanni Roncon          | Adriano Zanaga        | Franco Giorgetti        |
| 1922      | Costante Girardengo      | Gaetano Belloni       | Giovanni Brunero        |
| 1923      | Giovanni Brunero         | Pietro Linari         | Bartolomeo Aimo         |
| 1924      | Luigi Magnotti           | Nino Bregalanti       | Livio Cattel            |
| 1925      | Angelo Gremo             | Michele Gordini       | Giovanni Trentarossi    |
| 1926      | Costante Girardengo      | Pietro Linari         | Alfredo Binda           |
| 1927      | Allegro Grandi           | Paolo Zanetti         | Michele Gordini         |
| 1928      | Antonio Negrini          | Luigi Giacobbe        | Ermanno Vallazza        |
| 1929      | Alfredo Binda            | Luigi Giacobbe        | Antonio Negrini         |
| 1930      | Armando Zucchini         | Luigi Dall' Arsina    | Aleardo Simoni          |
| 1931      | Ettore Meini             | Armando Zucchini      | Remo Bertoni            |
| 1932-1933 | ej avhållet              | ej avhållet           | ej avhållet             |
| 1934      | Aldo Canazza             | Nino Sella            | Antonio Fraccaroli      |
| 1935      | Learco Guerra            | Gino Bartali          | Rinaldo Gerini          |
| 1936      | ej avhållet              | ej avhållet           | ej avhållet             |
| 1937      | Osvaldo Bailo            | Diego Marabelli       | Renato Scorticati       |
| 1938      | Pierino Favalli          | Enrico Mollo          | Nello Troggi            |
| 1939-1942 | ej avhållet              | ej avhållet           | ej avhållet             |
| 1943      | Mario Fazio              | Elio Bertocchi        | Andrea Giacometti       |
| 1944-1945 | ej avhållet              | ej avhållet           | ej avhållet             |
| 1946      | Fausto Coppi             | Vito Ortelli          | Giovanni De Stefanis    |
| 1947      | Fausto Coppi             | Gino Bartali          | Aldo Ronconi            |
| 1948      | Vito Ortelli             | Luciano Pezzi         | Italo De Zan            |
| 1949      | Fausto Coppi             | Fiorenzo Magni        | Aldo Ronconi            |
| 1950      | Livio Isotti             | Giorgio Albani        | Vito Ortelli            |
| 1951      | Fiorenzo Magni           | Fausto Coppi          | Antonio Bevilacqua      |
| 1952      | Luciano Maggini          | Tranquillo Scudellaro | Giuseppe Minardi        |
| 1953      | Giancarlo Astrua         | Rino Benedetti        | Danilo Barozzi          |
| 1954      | Giuseppe Minardi         | Fiorenzo Crippa       | Renato Ponzini          |
| 1955      | Fiorenzo Magni           | Fausto Coppi          | Mauro Gianneschi        |
| 1956      | Pierino Baffi            | Giuseppe Minardi      | Bruno Monti             |
| 1957      | Ercole Baldini           | Guido Boni            | Angelo Conterno         |
| 1958      | Carlo Zorzoli            | Italo Mazzacurati     | Alfredo Sabbadin        |
| 1959      | Silvano Ciampi           | Alfredo Sabbadin      | Arnaldo Pambianco       |
| 1960      | Giorgio Tinazzi          | Miguel Poblet         | Rino Benedetti          |
| 1961      | Adriano Zamboni          | Rino Benedetti        | Walter Martin           |
| 1962      | Diego Ronchini           | Marino Fontana        | Ercole Baldini          |
| 1963      | Bruno Mealli             | Pierino Baffi         | Marino Fontana          |
| 1964      | Adriano Durante          | Franco Bitossi        | Marcello Mugnaini       |
| 1965      | Dino Zandegù             | Arnaldo Pambianco     | Luciano Armani          |
| 1966      | Gianni Motta             | Dino Zandegù          | Vito Taccone            |
| 1967      | Bruno Mealli             | Franco Balmamion      | Giorgio Favaro          |
| 1968      | Felice Gimondi           | Vito Taccone          | Michele Dancelli        |
| 1969      | Dino Zandegù             | Gianni Motta          | Vito Taccone            |
| 1970      | Davide Boifava           | Roberto Poggiali      | Ole Ritter              |
| 1971      | Franco Bitossi           | Giancarlo Polidori    | Ole Ritter              |
| 1972      | Pietro Guerra            | Mauro Simonetti       | Wilmo Franconeti        |
| 1973      | Wladimiro Panizza        | Michele Dancelli      | Martín Emilio Rodríguez |
| 1974      | Franco Bitossi           | Sigfrido Fontanelli   | Enrico Paolini          |
| 1975      | ej avhållet              | ej avhållet           | ej avhållet             |
| 1976      | Gianbattista Baronchelli | Walter Riccomi        | Gianni Di Lorenzo       |
| 1977      | Roberto Ceruti           | Luciano Borgognoni    | Renato Marchetti        |
| 1978      | Valerio Lualdi           | Clyde Sefton          | Roberto Visentini       |
| 1979      | Gianbattista Baronchelli | Valerio Lualdi        | Roberto Visentini       |
| 1980      | Pierino Gavazzi          | Ludo Peeters          | Vittorio Algeri         |
| 1981      | Giuseppe Saronni         | Francesco Moser       | Emanuele Bombini        |
| 1982      | Moreno Argentin          | Emanuele Bombini      | Alfio Vandi             |
| 1983      | Fons De Wolf             | Sven-Åke Nilsson      | Palmiro Mascarielli     |
| 1984      | Pierino Gavazzi          | Giovanni Mantovani    | Leo Schönenberger       |
| 1985      | Claudio Corti            | Marino Amadori        | Fabrizio Vannucci       |
| 1986      | Lech Piasecki            | Leo Schönenberger     | Walter Magnago          |
| 1987      | Ezio Moroni              | Pierino Gavazzi       | Maurizio Fondriest      |
| 1988      | Stefan Joho              | Pierino Gavazzi       | Maurizio Fondriest      |
| 1989      | Maximilian Sciandri      | Giuseppe Saronni      | Rolf Sørensen           |
| 1990      | Maximilian Sciandri      | Fabrizio Fontanelli   | Stefano Giraldi         |
| 1991      | Franco Ballerini         | Bruno Cenghialta      | Antonio Fanelli         |
| 1992      | Beat Zberg               | Davide Rebellin       | Davide Cassani          |
| 1993      | Pascal Richard           | Marco Saligari        | Giorgio Furlan          |
| 1994      | Roberto Petito           | Piotr Ugrumov         | Aleksandr Sjefer        |
| 1995      | Davide Cassani           | Maurizio Fondriest    | Francesco Casagrande    |
| 1996      | Andrea Ferrigato         | Michele Bartoli       | Oscar Pelliccioli       |
| 1997      | Francesco Casagrande     | Roberto Caruso        | Carlo Finco             |
| 1998      | Michele Bartoli          | Germano Pierdomenico  | Stefano Checchin        |
| 1999      | Roberto Conti            | Aleksandr Vinokurov   | Francesco Casagrande    |
| 2000      | Dmitrij Konysjev         | Paolo Bettini         | Matteo Tosatto          |
| 2001      | Davide Rebellin          | Daniele Nardello      | Ruggero Borghi          |
| 2002      | Gianluca Bortolami       | Fabiano Fontanelli    | Mauro Radaelli          |
| 2003      | Fabio Sacchi             | Eddy Serri            | Eddy Ratti              |
| 2004      | Gianluca Bortolami       | Matteo Tosatto        | Fabian Wegmann          |
| 2005      | Danilo Napolitano        | Daniele Bennati       | Graeme Brown            |
| 2006      | Santo Anzà               | Niklas Axelsson       | Raffaele Ferrara        |
| 2007      | Eddy Serri               | Marco Marcato         | Luca Paolini            |
| 2008      | Enrico Gasparotto        | Francesco Reda        | Christian Pfannberger   |
| 2009      | Murilo Fischer           | Enrico Rossi          | Francesco Gavazzi       |
| 2010      | Patrik Sinkewitz         | Domenico Pozzovivo    | Giovanni Visconti       |
| 2011      | Oscar Gatto              | Simone Ponzi          | Enrico Battaglin        |
| 2012-2023 | ej avhållet              | ej avhållet           | ej avhållet             |
| 2024      | António Morgado          | Joan Bou              | Mattia Bais             |